# جان هیکس
سر جان ریچارد هیکس، (به انگلیسی: Sir John Richard Hicks) (زاده ۸ آوریل ۱۹۰۴ – درگذشته ۲۰ مه ۱۹۸۹) یک اقتصاددان انگلیسی بود. هیکس یکی از بانفوذترین اقتصاددانان قرن بیستم بوده و شناخته شده‌ترین کار وی در حوزه اقتصاد خرد تئوری تقاضای مصرف‌کننده (consumer demand theory) و مدل IS/LM می‌شود، در این مدل دیدگاه کنزی خلاصه می‌شود.
هیکس در ۱۹۰۴ در وارویک در انگلستان زاده شد. پدر وی یک روزنامه نگار در یک روزنامه محلی بود. وی در کالج کلیفتن، بالیول و آکسفورد آموزش دید.
هیکس به همراه کنت آرو برنده جایزه نوبل اقتصاد در ۱۹۷۲ شدند.